# (100810) 1998 FW119
(100810) 1998 FW119 es un asteroide perteneciente al cinturón de asteroides, región del sistema solar que se encuentra entre las órbitas de Marte y Júpiter, descubierto el 20 de marzo de 1998 por el equipo del Lincoln Near-Earth Asteroid Research desde el Laboratorio Lincoln, Socorro, Nuevo México, Estados Unidos.

## Designación y nombre
Designado provisionalmente como 1998 FW119. 

## Características orbitales
1998 FW119 está situado a una distancia media del Sol de 2,317 ua, pudiendo alejarse hasta 2,752 ua y acercarse hasta 1,882 ua. Su excentricidad es 0,187 y la inclinación orbital 1,857 grados. Emplea 1288,65 días en completar una órbita alrededor del Sol.

## Características físicas
La magnitud absoluta de 1998 FW119 es 16,7. 